# Olympische Sommerspiele 1984/Teilnehmer (Schweiz)
| Gelbes Symbol für Goldmedaillen mit stilisierten Olympischen Ringen | Graues Symbol für Silbermedaillen mit stilisierten Olympischen Ringen | Braundes Symbol für Bronzemedaillen mit stilisierten Olympischen Ringen |
| ------------------------------------------------------------------- | --------------------------------------------------------------------- | ----------------------------------------------------------------------- |
| —                                                                   | 4                                                                     | 4                                                                       |

Die Schweiz nahm an den Olympischen Sommerspielen 1984 in Los Angeles, USA, mit einer Delegation von 129 Sportlern (102 Männer und 27 Frauen) teil.

## Medaillengewinner

### Silber
| Name(n)                                                      | Sportart       | Wettkampf                        |
| ------------------------------------------------------------ | -------------- | -------------------------------- |
| Markus Ryffel                                                | Leichtathletik | 5000 Meter                       |
| Alfred Achermann, Richard Trinkler, Laurent Vial, Benno Wiss | Radsport       | Mannschaftszeitfahren            |
| Amy-Cathérine de Bary, Otto Hofer, Christine Stückelberger   | Reiten         | Dressur, Mannschaft              |
| Daniel Nipkow                                                | Schiessen      | Kleinkaliber, Dreistellungskampf |

### Bronze
| Namen          | Sportart  | Wettkampf                        |
| -------------- | --------- | -------------------------------- |
| Otto Hofer     | Reiten    | Dressur, Einzel                  |
| Heidi Robbiani | Reiten    | Springreiten, Einzel             |
| Hugo Dietsche  | Ringen    | Federgewicht, griechisch-römisch |
| Étienne Dagon  | Schwimmen | 200 Meter Brust                  |

## Teilnehmer nach Sportarten

### Bogenschiessen
- Thomas Hardmeier
Einzel: 20. Platz

- Ursula Hess
Frauen, Einzel: 13. Platz

- Vreny Burger
Frauen, Einzel: 27. Platz

### Fechten
- Olivier Carrard
Degen, Mannschaft: 9. Platz

- Daniel Giger
Degen, Einzel: 12. Platz
Degen, Mannschaft: 9. Platz

- Gabriel Nigon
Degen, Einzel: 40. Platz
Degen, Mannschaft: 9. Platz

- Michel Poffet
Degen, Einzel: 5. Platz
Degen, Mannschaft: 9. Platz

- François Suchanecki
Degen, Mannschaft: 9. Platz

### Gewichtheben
- Daniel Tschan
Mittelschwergewicht: 14. Platz

### Handball
- Herrenteam
7. Platz

- Kader
Heinz Karrer
Jürgen Bätschmann
Markus Braun
Martin Glaser
Martin Ott
Martin Rubin
Max Delhees
Max Schär
Norwin Platzer
Peter Hürlimann
Peter Jehle
Peter Weber
René Barth
Roland Gassmann
Uwe Mall

### Judo
- Lucas Chanson
Halbleichtgewicht: 12. Platz

- Clemens Jehle
Offene Klasse: 11. Platz

### Kanu
- Felix Buser
Einer-Kajak, 500 Meter: Halbfinal

- Peter Ammann
Zweier-Kajak, 500 Meter: Viertelfinal

- Helmut Lehmann
Zweier-Kajak, 500 Meter: Viertelfinal

- Marcel Eichenberger
Vierer-Kajak, 1000 Meter: Halbfinal

### Leichtathletik
- Marcel Arnold
400 Meter: Viertelfinal

- Marco Mayr
800 Meter: Viertelfinal

- Peter Wirz
1500 Meter: 6. Platz

- Pierre Délèze
1500 Meter: Vorläufe

- Markus Ryffel
5000 Meter: Silber

- Bruno Lafranchi
Marathon: 50. Platz

- Franz Meier
400 Meter Hürden: Halbfinal

- Roland Dalhäuser
Hochsprung: Final

- Felix Böhni
Stabhochsprung: 7. Platz

- René Gloor
Weitsprung: 13. Platz in der Qualifikation

- Werner Günthör
Kugelstossen: 5. Platz

- Michele Rüfenacht
Zehnkampf: 10. Platz

- Patrick Vetterli
Zehnkampf: 13. Platz

- Cornelia Bürki
Frauen, 3000 Meter: 5. Platz

- Gaby Andersen-Schiess
Frauen, Marathon: 37. Platz

- Regula Egger
Frauen, Speerwurf: 13. Platz in der Qualifikation

- Corinne Schneider
Frauen, Siebenkampf: 10. Platz

### Moderner Fünfkampf
- Andy Jung
Einzel: 12. Platz
Mannschaft: 4. Platz

- Peter Steinmann
Einzel: 16. Platz
Mannschaft: 4. Platz

- Peter Minder
Einzel: 19. Platz
Mannschaft: 4. Platz

### Radsport
- Richard Trinkler
Strassenrennen, Einzel: 10. Platz
Mannschaftszeitfahren: Silber

- Stefan Maurer
Strassenrennen, Einzel: 12. Platz

- Heinz Imboden
Strassenrennen, Einzel: Rennen nicht beendet

- Benno Wiss
Strassenrennen, Einzel: Rennen nicht beendet
Mannschaftszeitfahren: Silber

- Alfred Achermann
Mannschaftszeitfahren: Silber

- Laurent Vial
Mannschaftszeitfahren: Silber

- Heinz Isler
Sprint: 3. Runde
Einzelzeitfahren: 10. Platz

- Jörg Müller
Einzelverfolgung: 15. Platz
Mannschaftsverfolgung: 7. Platz
Punkterennen: 4. Platz

- Stephan Joho
Einzelverfolgung: 21. Platz in der Qualifikation
Punkterennen: Final

- Daniel Huwyler
Mannschaftsverfolgung: 7. Platz

- Hans Ledermann
Mannschaftsverfolgung: 7. Platz

- Hansrüdi Märki
Mannschaftsverfolgung: 7. Platz

### Reiten
- Otto Hofer
Dressur, Einzel: Bronze 
Dressur, Mannschaft: Silber

- Christine Stückelberger
Dressur, Einzel: 9. Platz
Dressur, Mannschaft: Silber

- Amy-Cathérine de Bary
Dressur, Einzel: 27. Platz
Dressur, Mannschaft: Silber

- Heidi Robbiani
Springreiten, Einzel: Bronze 
Springreiten, Mannschaft: 5. Platz

- Bruno Candrian
Springreiten, Einzel: 5. Platz
Springreiten, Mannschaft: 5. Platz

- Willi Melliger
Springreiten, Einzel: 38. Platz
Springreiten, Mannschaft: 5. Platz

- Philippe Guerdat
Springreiten, Mannschaft: 5. Platz

- Hansueli Schmutz
Vielseitigkeit, Einzel: 11. Platz

### Rhythmische Sportgymnastik
- Grazia Verzasconi
Einzel: 16. Platz in der Qualifikation

- Suzanne Müller
Einzel: 28. Platz in der Qualifikation

### Ringen
- Hugo Dietsche
Federgewicht, griechisch-römisch: Bronze

- René Neyer
Leichtgewicht, Freistil: 8. Platz

### Rudern
- Marc-Sven Nater
Doppelzweier: 11. Platz

- Urs Steinemann
Doppelzweier: 11. Platz

- Daniel Winkler
Doppelzweier: 11. Platz

- Markus Wechsler
Zweier ohne Steuermann: 11. Platz

- Alfred Fischer
Zweier ohne Steuermann: 11. Platz

- Bruno Saile
Vierer ohne Steuermann: 5. Platz

- Jörg Weitnauer
Vierer ohne Steuermann: 5. Platz

- Hans-Konrad Trümpler
Vierer ohne Steuermann: 5. Platz

- Stefan Netzle
Vierer ohne Steuermann: 5. Platz

### Schiessen
- Rolf Beutler
Freie Pistole: 14. Platz

- Herbert Binder
Freie Pistole: 40. Platz

- Hansueli Minder
Luftgewehr: 23. Platz

- Pierre-Alain Dufaux
Luftgewehr: 33. Platz

- Daniel Nipkow
Kleinkaliber, Dreistellungskampf: Silber

- Üli Sarbach
Kleinkaliber, Dreistellungskampf: 29. Platz
Kleinkaliber, liegend: 12. Platz

- Anton Müller
Kleinkaliber, liegend: 45. Platz

- Brida Beccarelli
Frauen, Sportpistole: 23. Platz

- Thérès Manser
Frauen, Sportpistole: 23. Platz

### Schwimmen
- Dano Halsall
100 Meter Freistil: 5. Platz
4 × 100 Meter Freistil: 9. Platz
100 Meter Schmetterling: 11. Platz
4 × 100 Meter Lagen: 7. Platz

- Stéfan Voléry
100 Meter Freistil: 10. Platz
200 Meter Freistil: 25. Platz
4 × 100 Meter Freistil: 9. Platz

- Thierry Jacot
200 Meter: 36. Platz
4 × 100 Meter Freistil: 9. Platz

- Roger Birrer
4 × 100 Meter Freistil: 9. Platz

- Patrick Ferland
100 Meter Rücken: 22. Platz
200 Meter Rücken: 22. Platz
4 × 100 Meter Lagen: 7. Platz

- Étienne Dagon
100 Meter Brust: 20. Platz
200 Meter Brust: Bronze 
4 × 100 Meter Lagen: 7. Platz

- Felix Morf
100 Meter Brust: 23. Platz
200 Meter Brust: Vorläufe

- Théophile David
100 Meter Schmetterling: 10. Platz
200 Meter Schmetterling: 20. Platz
4 × 100 Meter Lagen: 7. Platz

- Marie-Thérèse Armentero
Frauen, 100 Meter Freistil: 19. Platz
Frauen, 4 × 100 Meter Lagen: 6. Platz

- Nadia Krüger
Frauen, 400 Meter Freistil: 18. Platz
Frauen, 800 Meter Freistil: 16. Platz

- Eva Gysling
Frauen, 100 Meter Rücken: 16. Platz
Frauen, 200 Meter Rücken: 24. Platz
Frauen, 4 × 100 Meter Lagen: 6. Platz

- Patricia Brülhart
Frauen, 100 Meter Brust: 15. Platz
Frauen, 4 × 100 Meter Lagen: 6. Platz

- Carole Brook
Frauen, 100 Meter Schmetterling: 21. Platz
Frauen, 200 Meter Schmetterling: 15. Platz
Frauen, 4 × 100 Meter Lagen: 6. Platz

### Segeln
- Marc Erzberger
Windsurfen: 24. Platz

- Charles Favre
470er: 12. Platz

- Luc DuBois
470er: 12. Platz

- Josef Steinmayer
Star: 14. Platz

- Reto Heilig
Star: 14. Platz

- Christoph Brüllmann
Tornado: 14. Platz

- Rolf Zwicky
Tornado: 14. Platz

- Bertrand Cardis
Flying Dutchman: 13. Platz

- Rainer Fröhlich
Flying Dutchman: 13. Platz

### Synchronschwimmen
- Karin Singer
Einzel: 8. Platz
Duett: 5. Platz

- Edith Boss
Einzel: Vorrunde
Duett: 5. Platz

- Caroline Sturzenegger
Einzel: Vorrunde

### Turnen
- Josef Zellweger
Einzelmehrkampf: 11. Platz
Mannschaftsmehrkampf: 5. Platz
Barren: 33. Platz in der Qualifikation
Boden: 25. Platz in der Qualifikation
Pferdsprung: 32. Platz in der Qualifikation
Reck: 30. Platz in der Qualifikation
Ringe: 8. Platz
Seitpferd: 8. Platz

- Markus Lehmann
Einzelmehrkampf: 12. Platz
Mannschaftsmehrkampf: 5. Platz
Barren: 27. Platz in der Qualifikation
Boden: 25. Platz in der Qualifikation
Pferdsprung: 32. Platz in der Qualifikation
Reck: 20. Platz in der Qualifikation
Ringe: 15. Platz in der Qualifikation
Seitpferd: 22. Platz in der Qualifikation

- Daniel Wunderlin
Einzelmehrkampf: 28. Platz
Mannschaftsmehrkampf: 5. Platz
Barren: 27. Platz in der Qualifikation
Boden: 21. Platz in der Qualifikation
Pferdsprung: 8. Platz
Reck: 8. Platz
Ringe: 51. Platz in der Qualifikation
Seitpferd: 30. Platz in der Qualifikation

- Marco Piatti
Einzelmehrkampf: 27. Platz in der Qualifikation
Mannschaftsmehrkampf: 5. Platz
Barren: 27. Platz in der Qualifikation
Boden: 36. Platz in der Qualifikation
Pferdsprung: 16. Platz in der Qualifikation
Reck: 7. Platz
Ringe: 44. Platz in der Qualifikation
Seitpferd: 27. Platz in der Qualifikation

- Bruno Cavelti
Einzelmehrkampf: 43. Platz in der Qualifikation
Mannschaftsmehrkampf: 5. Platz
Barren: 50. Platz in der Qualifikation
Boden: 32. Platz in der Qualifikation
Pferdsprung: 70. Platz in der Qualifikation
Reck: 16. Platz in der Qualifikation
Ringe: 33. Platz in der Qualifikation
Seitpferd: 48. Platz in der Qualifikation

- Urs Meister
Einzelmehrkampf: 59. Platz in der Qualifikation
Mannschaftsmehrkampf: 5. Platz
Barren: 64. Platz in der Qualifikation
Boden: 55. Platz in der Qualifikation
Pferdsprung: 48. Platz in der Qualifikation
Reck: 45. Platz in der Qualifikation
Ringe: 51. Platz in der Qualifikation
Seitpferd: 54. Platz in der Qualifikation

- Romi Kessler
Einzelmehrkampf: 9. Platz
Mannschaftsmehrkampf: 8. Platz
Boden: 5. Platz
Pferdsprung: 18. Platz in der Qualifikation
Schwebebalken: 6. Platz
Stufenbarren: 5. Platz

- Susi Latanzio
Einzelmehrkampf: 24. Platz
Mannschaftsmehrkampf: 8. Platz
Boden: 43. Platz in der Qualifikation
Pferdsprung: 40. Platz in der Qualifikation
Schwebebalken: 48. Platz in der Qualifikation
Stufenbarren: 30. Platz in der Qualifikation

- Natalie Seiler
Einzelmehrkampf: 29. Platz
Mannschaftsmehrkampf: 8. Platz
Boden: 50. Platz in der Qualifikation
Pferdsprung: 40. Platz in der Qualifikation
Schwebebalken: 45. Platz in der Qualifikation
Stufenbarren: 39. Platz in der Qualifikation

- Monika Beer
Einzelmehrkampf: 51. Platz in der Qualifikation
Mannschaftsmehrkampf: 8. Platz
Boden: 37. Platz in der Qualifikation
Pferdsprung: 34. Platz in der Qualifikation
Schwebebalken: 56. Platz in der Qualifikation
Stufenbarren: 56. Platz in der Qualifikation

- Bettina Ernst
Einzelmehrkampf: 51. Platz in der Qualifikation
Mannschaftsmehrkampf: 8. Platz
Boden: 40. Platz in der Qualifikation
Pferdsprung: 48. Platz in der Qualifikation
Schwebebalken: 64. Platz in der Qualifikation
Stufenbarren: 42. Platz in der Qualifikation

- Marisa Jervella
Einzelmehrkampf: 58. Platz in der Qualifikation
Mannschaftsmehrkampf: 8. Platz
Boden: 57. Platz in der Qualifikation
Pferdsprung: 60. Platz in der Qualifikation
Schwebebalken: 47. Platz in der Qualifikation
Stufenbarren: 54. Platz in der Qualifikation